# Aragonès belsetà
L'aragonès belsetà o simplement belsetà és la varietat dialectal de l'aragonès parlada a les valls de Bielsa (vall de Bielsa pròpiament dit, vall de Pineta, de Chisagüés i de Barrosa). Altres dialectes com el tensí manifesten algunes similituds destacables que es deuen a la conservació de formes aragoneses antigues que han desaparegut en altres varietats de la llengua aragonesa. És per tant, per a la major part dels experts, una de les varietats aragoneses amb major grau de puresa i menor castellanització.

## Fonètica
És un dels dialectes que tenen una tendència més forta a perdre l'o final: belsetan, cul, fil, top, ferrer, giner.
És l'única forma de la península ibèrica on es conserven casos de NN i LL llatines sense ser cultismes.
Exemples:
- bel·la
- payel·la
- pen·na
- capan·na

També ens trobem amb casos de -nn- geminada derivada de -ND-:
- baran·nato, (baranato en Tella).
- bren·na
- espuen·na
- espon·nal

Tot plegat és interessant perquè ho veiem en topònims de textos medievals, (Panno, en l'actual Pano), i ens fa saber l'evolució fonètica de la llengua.
ESPONDA > espuenda > espuenna > espuena.
Existeix un cas curiós d'evolució de la -LL- llatina fins a -r-: els pronoms er i ers, (ell i ells), és fàcil per influència gascona, encara que en ser quelcom tan concret, no sol fer-se servir en les diferents formes creades per torbar un aragonès estàndard.
Els grups llatins -CT-, -ULT- evolucionen a -t-, -ut-:
Exemples:
- FACTU > feto
- NOCTE > nuet
- MULTU > muto

## Morfologia
Els articles més generals són el, la, es, les. Com a alomorfs hi trobem lo, usat de vegades, sobretot per la gent de més edat, i o, a, us, as, presents en qualsevol combinació amb preposició (amb, de, en): n'o, n'a, d'as, amb as, etc.
Nusatros i vusatros d'altres dialectes aragonesos conserven la forma arcaica: nusaltros i vusaltros.
Juntament amb bel, bel·la trobem els adjectius indefinits qualque i qualques.
- qualques hombres, qualques mullers, qualque cosa, (bella cosa).

Per dir "bel·la cosa" també tenim el pronom indefinit "qualcosa". Hi ha doncs una semblança amb el francès "quelque chose", i és fàcil que tinguin relació amb formes gascones.
En quan als passats perfectes, es fan servir en tots en les seves formes àtones de normal:
- tenié. (vaig tenir)
- trayé. (vaig portar)
- venié (vaig vindre)
- fayé (vaig fer)

## Sintaxi
En les combinacions de pronoms conserva la forma medieval juntament amb la general en aragonès actual, (li'n, els ne):
- di-le-lo.
- le'l trayen.
- les-la trayen.
- les-le trayen.

És un dels pocs llocs de l'alt Aragó on encara es emplea el verb "estar" com a auxiliar de verbs intransitius:
- No hi soi estato.

El seu ús amb verbs de moviment, ja no empleat, va ser comú en el passat:
- Soi ito ta el huerto. (no s'apostrofa perquè la u- és semiconsonant)

## Projectes
S'estan duent a terme diferents projectes de preservació i revitalització del dialecte. Ánchel Saludas n'està recopilant el vocabulari i l'any 2025 s'està realitzant un documental sobre aquesta parla